# Минусинская Красная гвардия
Минусинская Красная гвардия — вооружённые отряды крестьянской и рабочей милиции, созданные в соответствии с постановлением ЦК РСДРП(б) от 22 марта 1917 в Минусинском уезде.
Сначала на них возлагались функции милиции по наведению порядка и борьбе с самогоноварением. На заседании Енисейского губисполкома 27 ноября 1917 впервые был поднят вопрос о создании отрядов Красной Гвардии как вооружённой силы, направленной на слом политических противников. В г. Минусинске гвардия появилась в соответствии с постановлением Объединенного исполкома уездного Совета от 21 и 27 декабря 1917. Она состояла из 80-90 чл. бывшей милиции, большевистской организации Союза трудящейся молодежи и солдат гарнизона.
В январе 1918 была создана Красная Гвардия на ж.-д. станции Абакан. Отряды её организовались в с. Бея, Иудино, Восточенское. Появление в пределах Минусинского уезда мятежного казачьего дивизиона во главе с А. А. Сотниковым заставило местную власть на 5 Чрезвычайном уездном крестьянском съезде (февраль 1918) обратиться к населению с призывом о формировании групп добровольцев для создания постоянной гвардии. Каждый из них при зачислении в гвардию определялся на довольствие, получал обмундирование и ежемесячное денежное вознаграждение. На ст. Абакан и в селе Усть-Абаканское в неё записались 105 чел.
Имелись красногвардейские отряды в Минусинске (180 чел.), на Черногорских копях (97 чел.), руднике «Богомдарованный» (100 чел.). Кр. Гвардия, насчитывающая 900—1000 бойцов и возглавляемая К. Е. Трегубенковым, Е. А. Глухих, Г. В. Лебедевым, П. С. Гришиным и др., ликвидировала казачий мятеж. На помощь красноярским большевикам в июне 1918 Минусинским советом были направлены 400 красногвардейцев. С падением Советской власти в г. Минусинске Красная Гвардия была разоружена.